# Edbaye El Hijaj
Edbaye El Hijaj este o comună din departamentul M'Bagne, Regiunea Brakna, Mauritania, cu o populație de 6.958 locuitori.